# Saint-Junien
Saint-Junien är en kommun i departementet Haute-Vienne i regionen Nouvelle-Aquitaine i västra Frankrike. Kommunen är chef-lieu över 2 kantoner som tillhör arrondissementet Rochechouart. År 2022 hade Saint-Junien 11 382 invånare.

## Befolkningsutveckling
Antalet invånare i kommunen Saint-Junien
| Referens: INSEE |